# Peter Wirz
Peter Wirz (29 luglio 1960) è un ex mezzofondista svizzero.

## Palmarès

### Europei indoor
- 1 medaglia:
  - 1 oro (Göteborg 1984 nei 1500 m piani)

### Europei under 20
- 1 medaglia:
  - 1 bronzo (Bydgoszcz 1979 nei 1500 m piani)